# Углекислотная установка
Углекисло́тная устано́вка предназначена для производства трёх видов продукции: сжиженной углекислоты, хранящейся в газовых баллонах высокого давления (50 кгс/см²) при температуре окружающей среды, сжиженной углекислоты, хранящейся в баллонах-термосах при пониженной температуре и сухого льда. Установка может быть частью углекислотного цеха, в котором производится углекислый газ, или частью предприятия, в котором углекислый газ является побочным продуктом.
Углекислотная установка выполняется по индивидуальному проекту в зависимости от технического задания, определяющего источники газа, разновидности продукции и её качество. Углекислотная установка должна быть укомплектована контрольно-измерительными приборами и приборами регулирования и управления.
Углекислотная установка состоит из одной или нескольких углекислотных машин высокого давления или каскадных машин, укомплектованных системами очистки газа, системами энерго- и водоснабжения, с оборудованием для разливки газа по стальным баллонам высокого давления или с системами для транспортировки больших количеств сжиженного газа в изотермических цистернах.

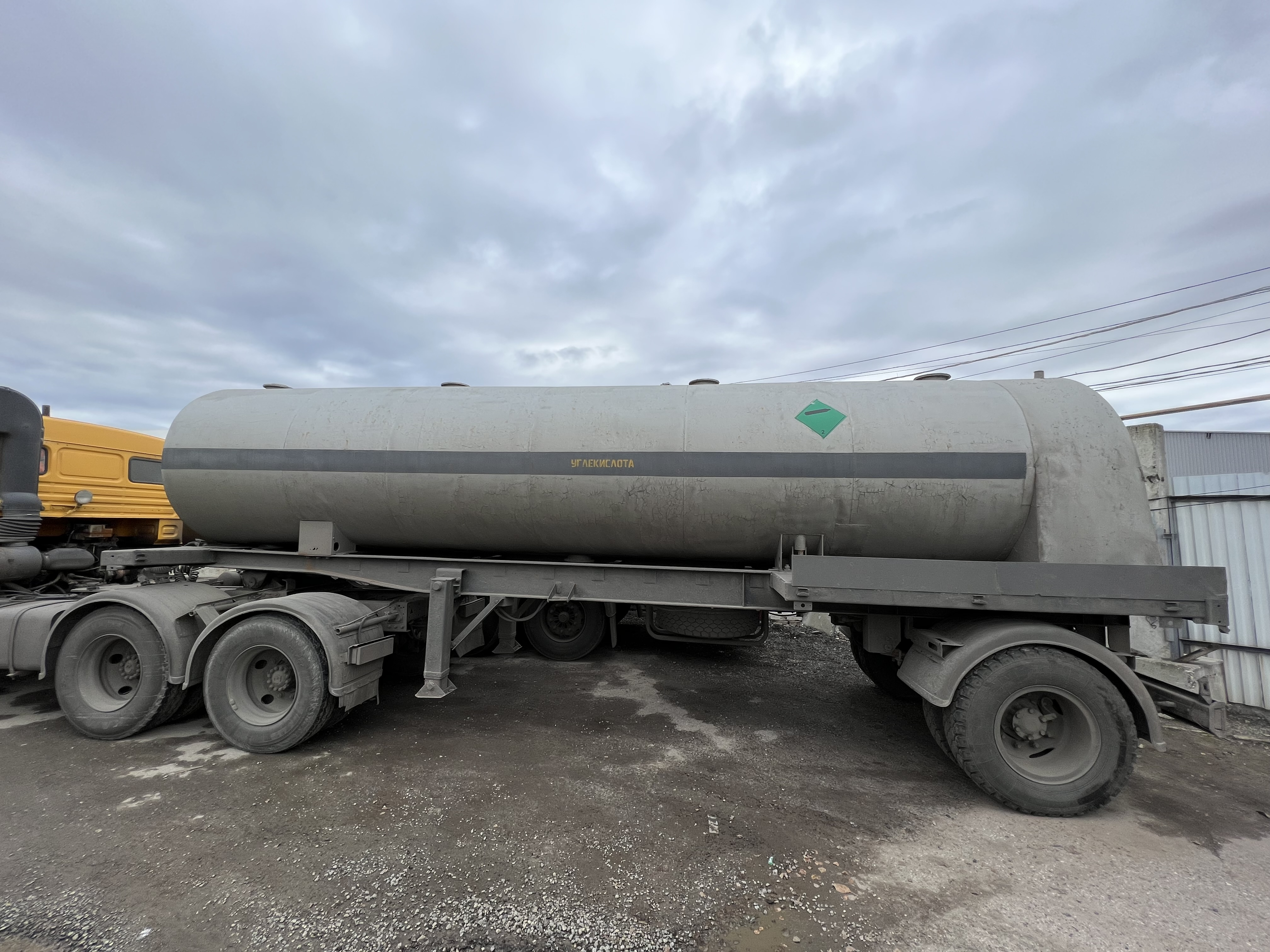
Цистерна для хранения и транспортировки сжиженной углекислоты

В зависимости от назначения установки подбирается комплект оборудования. Основным элементом установки является углекислотная машина. Поскольку критическая температура углекислоты 31°С, то температура охлаждающей воды является главным критерием для выбора типы машины. Если её температура не превышает +25°С, то выбирается машина высокого давления. Если температура охлаждающей воды выше +25°С, то должна быть каскадная машина. Углекислотная машина является одним из типов холодильных машин. Каждая из этих машин имеет свои особенности.

## Машина высокого давления
Машина высокого давления отличается простотой, особенно при производстве только сжиженного газа, хранящегося при высоком давлении при нормальной температуре. При этом в машине высокого давления расходуется приблизительно на 9% меньше электроэнергии, чем в каскадной машине. При производстве сухого льда наоборот, расход электроэнергии в машине высокого давления больше и разница доходит до 16%.
Машина высокого давления может быть однокомпрессорного типа. Блоки сухого льда в этом случае намораживаются в льдогенераторах. Если машина предназначена только для сжижения углекислого газа, то для этого можно использовать воздушный компрессор высокого давления с давлением нагнетания 75 кгс/см². Если машину нужно использовать также и для производства сухого льда, то требуется специальный компрессор. Машины, в которых блоки сухого льда создаются в специальных прессах, выполняются по двухкомпрессорной схеме. Обычно это машины большой производительности.
Выделяемая в процессе сжатия капельная влага, а также уносимое из цилиндров компрессора капельное масло отделяются в масловлагоотделителях. Очистка углекислого газа от паров масла осуществляется в фильтрах с активированным углем, а осушка — в фильтрах с силикагелем, который обеспечивает осушку до точки росы -62°С. На регенерацию фильтров расходуется до 8% электроэнергии. Баллоны наполняются сжиженным газом по весу под давлением, создаваемым компрессором.

## Каскадная машина
Каскадная машина может работать при температуре охлаждающей воды до +32°С, как это принято в обычных холодильных машинах. Такая холодильная машина является верхним каскадом в каскадной углекислотной машине, а нижний каскад — углекислотный.
В каскадной машине проще осушать газ до точки росы -34°С, если требуется получать углекислый газ 1-го сорта. При этом осушка газа происходит путём его вымораживания кипящим холодильным агентом от верхнего каскада холодильной машины. Возможность применения компрессора без смазки цилиндров с давлением нагнетания 15 кгс/см² не потребует, естественно, очистки от её остатков. Сжиженный углекислый газ разливается по баллонам при помощи кислородного плунжерного (поршневого) насоса. Блоки сухого льда намораживаются в льдогенераторах, как в машине высокого давления.